# Argyrogrammana sticheli
Espèce
Synonymes
- Argyrogramma sticheli Talbot, 1929[1]

Argyrogrammana sticheli est une espèce de papillons de la famille des Riodinidae et du genre Argyrogrammana.

## Systématique
Argyrogrammana sticheli a été décrite par George Talbot (d) en 1929 sous le protonyme Argyrogramma sticheli,.

## Description
Argyrogrammana sticheli est un papillon au dessus des ailes de couleur jaune d'or bordé de noir avec dans cette bordure noire trois taches bleues dans l'apex des antérieure et une ligne de tirets du même bleu métallique dans la bordure noire des ailes postérieures.

## Écologie et distribution
Argyrogrammana sticheli est présent uniquement en Guyane.

### Biotope
Il réside dans la forêt tropicale.